# Хейден, Юри ван дер
Юри Витор ван дер Хейден (нидерл. Yuri van der Heijden; род. 20 июля 1990, Эйндховен, Северный Брабант) — бразильский хоккеист на траве, полевой игрок. Участник летних Олимпийских игр 2016 года, двукратный бронзовый призёр Южноамериканских игр 2018 и 2022 годов.

## Биография
Юри ван дер Хейден родился 20 июля 1990 года в нидерландском городе Эйндховен.
Играл в хоккей на траве за нидерландские «Ларен» и «Амерсфорт».
Начал выступать за сборную Бразилии ещё на юниорском уровне. В 2008 году участвовал в юниорском Панамериканском чемпионате, где бразильцы заняли 9-е место. Забил 2 мяча.
В 2013 году выступал на Панамериканском чемпионате в Брамптоне, где бразильцы заняли 7-е место.
В 2014 году участвовал в Южноамериканских играх в Сантьяго, где бразильские хоккеисты стали четвёртыми. В дальнейшем дважды выигрывал бронзовые медали Южноамериканских игр — в 2018 году в Кочабамбе и в 2022 году в Асунсьоне.
В 2015 году участвовал в Панамериканских играх в Торонто, где сборная Бразилии заняла 4-е место.
В 2016 году вошёл в состав сборной Бразилии по хоккею на траве на летних Олимпийских играх в Рио-де-Жанейро, занявшей 12-е место. Играл в поле, провёл 5 матчей, мячей не забивал. Был одним из трёх натурализованных нидерландцев в составе команды наряду с Патриком ван дер Хейденом и Эрнстом Ростом-Оннесом.
В 2017 году участвовал в Панамериканском чемпионате в Ланкастере, где бразильцы стали пятыми.

## Семья
Младший брат — Патрик ван дер Хейден (род. 1992), бразильский хоккеист на траве. Участник летних Олимпийских игр 2016 года.